# Zabork
Zabork (Duits: Zagorke) is een plaats in Slovenië en maakt deel uit van de gemeente Zreče in de NUTS-3-regio Savinjska. De plaats telde 52 inwoners op 1 januari 2020.